# Distretto di Narsinghpur
Il distretto di Narsinghpur è un distretto del Madhya Pradesh, in India, di 957 399 abitanti. È situato nella divisione di Jabalpur e il suo capoluogo è Narsinghpur.